# Adetus fuscopunctatus
Adetus fuscopunctatus là một loài bọ cánh cứng trong họ Cerambycidae.